# Chemietoilette

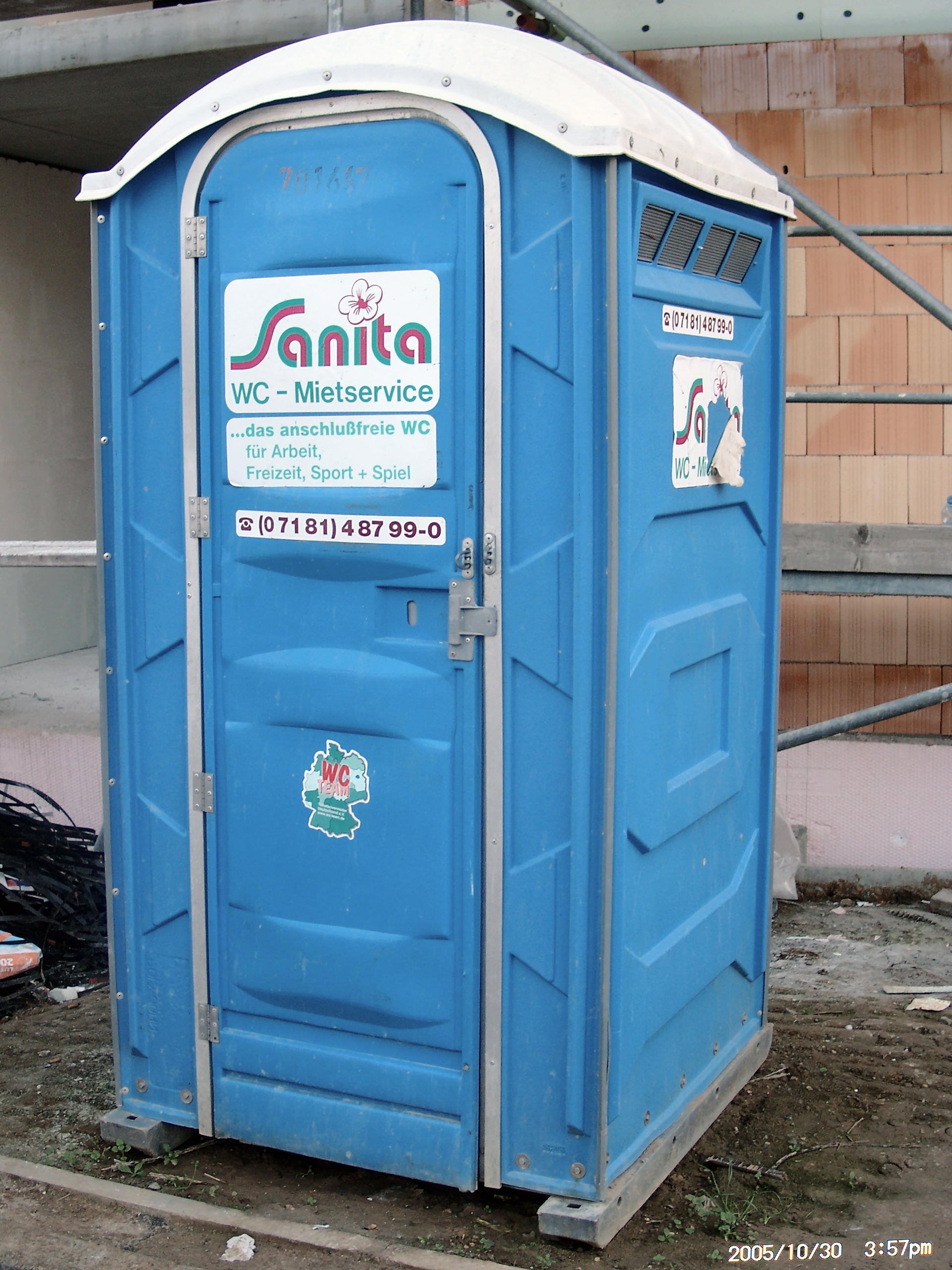
Toilettenkabine auf einer Baustelle

Die Chemietoilette ist eine Toilette, bei der chemische Substanzen zur Minderung der durch Fäulnis induzierten Geruchsbildung und Desinfektion der Fäkalien zum Einsatz kommen, die in einem Tank gesammelt werden. Es gibt Ausführungen mit und ohne Spülung.
Chemietoiletten kommen insbesondere an Orten zum Einsatz, an denen kein Anschluss an die Kanalisation möglich ist. Die gebräuchlichsten Formen sind mobile Camping-Toiletten, Bordtoiletten von Verkehrsmitteln und mobile Toilettenkabinen, die umgangssprachlich auch als „Dixiklo“ bezeichnet und vor allem bei Großveranstaltungen und auf Baustellen genutzt werden.
Als Desinfektionsmittel werden unter anderem Formaldehyd, Glutaraldehyd oder quartäre Ammoniumverbindungen verwendet. Üblich ist eine Mischung aus 24 % Formaldehyd und 5 % Menthol. Viele dieser Mittel sind problematisch, da sie die biologische Stufe von Kläranlagen außer Funktion setzen können. Es gibt aber auch biologisch abbaubare Mittel. Die abbaubaren Mittel haben keine Desinfektionswirkung. Sie sollen hauptsächlich den Geruch und die Farbe kaschieren. Sie werden vornehmlich in Camping-Toiletten mit Kassetten verwendet. Die Toilette muss nach wenigen Tagen geleert werden.
Die Deutsche Vereinigung für Wasserwirtschaft, Abwasser und Abfall (DWA) beschreibt in ihrem ATV-Merkblatt M 270 „Entsorgung von Inhalten mobiler Toiletten mit Sanitärzusätzen (Chemietoiletten)“, unter welchen Voraussetzungen die Mitbehandlung dieser Sanitärzusätze in einer Kläranlage möglich ist.

## Risiken
Viele Zusätze für Chemietoiletten sind umwelttechnisch bedenklich, was auf ihrer Wirkungsweise als starke antibakterielle Gifte (z. B. Formaldehyd) beruht. In Kläranlagen sind sie nur hoch verdünnt behandelbar, da ansonsten die Gefahr besteht, dass die Zersetzung der organischen Bestandteile der Fäkalien durch Mikroorganismen zusammenbricht und Abwässer ungeklärt in die Natur abgelassen werden. Entgegen der Deklarierung stellen hierbei auch Zusätze, die „biologisch voll abbaubar“ sind, eine Gefahr für die Umwelt dar, werden diese unsachgemäß entsorgt. Zusammen mit Duftstoffen sollen die Chemikalien die Geruchsbildung durch Bakterien unterdrücken. Bei täglicher oder fast täglicher Entleerung reicht hingegen Wasser als Zusatz aus, um die Geruchsbildung bis zur nächsten Entleerung zu unterdrücken.